# Вальтер Буле
Ва́льтер Бу́ле (нім. Walter Buhle; 26 жовтня 1894, Гайльбронн — 28 грудня 1959, Штутгарт) — німецький військовий діяч, генерал піхоти вермахту.

## Біографія
У 1914 році закінчив військове училище в Герсфельді. 7 липня 1914 отримав звання лейтенанта.
Учасник Першої світової війни, служив в 122-му фузілерному полку, а потім в мінометній батареї. З 22 березня 1918 року — обер-лейтенант.
Після демобілізації залишений в рейхсвері, служив в піхоті і різних штабах.
З 1 листопада 1930 року — командир роти 13-го піхотного полку. 1 грудня 1932 року переведений в Військове управління референтом. З 6 жовтня 1936 року — командир 2-го батальйону 87-го піхотного полку. З 12 листопада 1937 року — начальник оперативного відділу штабу V корпусу і військового округу. З 10 листопада 1938 року — начальник 2-го військового округу. З 26 серпня 1939 року — начальник організаційного відділу Генерального штабу сухопутних військ. З 15 лютого 1942 року — начальник штабу сухопутних військ при начальнику ОКВ. Мав особистий зв'язок з Гітлером і як переконаний нацист став його довіреним інформатором.
У зв'язку з майбутньою відставкою Цайцлера його кандидатура розглядалася на посаду начальника Генштабу, але Буле був важко поранений під час вибуху встановленої Штауффенбергом бомби в Ставці Гітлера. 1 лютого 1945 року змінив Гіммлера на посаді начальника Управління озброєнь ОКВ. Буле робив все можливе щоб налагодити забезпечення сухопутних військ, але криза звів всі його зусилля нанівець. Саме Буле виявив щоденники Канаріса, що свідчили про його причетність до змови, і передав матеріали гестапо. 8 серпня 1945 року ув'язнений союзниками. У 1947 році звільнений.

## Нагороди
- Залізний хрест 2-го і 1-го класу
- Королівський орден дому Гогенцоллернів, лицарський хрест з мечами
- Орден «За військові заслуги» (Вюртемберг), лицарський хрест
- Нагрудний знак «За поранення» в чорному
- Почесний хрест ветерана війни з мечами
- Медаль «За вислугу років у Вермахті» 4-го, 3-го, 2-го і 1-го класу (25 років)
- Застібка до Залізного хреста 2-го і 1-го класу
- Нагрудний знак «За поранення 20 липня 1944» в чорному